# Trockenvergärung
Die Trockenvergärung oder auch Trockenfermentation ist ein spezielles Verfahren zur Erzeugung von Biogas. Vergleichsweise trockene, faserige und störstoffhaltige Biomasse wie Bioabfall aus der Getrenntsammlung, organische Fraktionen aus Restmüll, Mist und Grünschnitt, die in nassvergärenden Biogasanlagen problematisch sein können, kann so erschlossen werden. Hinsichtlich der Tank-oder-Teller-Debatte bietet die Trockenfermentation die Möglichkeit Substrate zu verwenden, die nicht in Konkurrenz zur Nahrungsmittelproduktion stehen. Die missverständliche Bezeichnung des Verfahrens als „trocken“ dient der Abgrenzung von der Nassvergärung. Die verwendeten Substrate enthalten meist trotzdem einen sehr hohen Anteil an Wasser (bis zu 70 %). Zudem wird das Material, je nach Verfahrensvariante, vor der Vergärung mit Prozessflüssigkeit angemaischt oder während der Vergärung mit wässriger Flüssigkeit besprüht, um die notwendigen mikrobiellen Prozesse (anaerober Abbau) zu ermöglichen. Die Trockenfermentation bietet im Unterschied zu der Nassfermentation die Möglichkeit, auch Bioabfall energetisch zu verwerten.
Von 2004 bis 2008 errichtete Biogasanlagen konnten unter bestimmten Bedingungen den durch das Erneuerbare-Energien-Gesetz 2004 garantierten Technologiebonus für die Trockenfermentation in Anspruch nehmen, der eine um 2 cent pro eingespeister kWh Strom erhöhte Vergütung für 20 Jahre ermöglicht.

## Verfahren

Querschnitt einer Biogasanlage zur Trockenvergärung (Fermenter)

Bei der Trockenfermentation gibt es verschiedene Verfahrensvarianten. Die grundlegende Unterscheidung erfolgt durch die Einteilung in kontinuierliche Verfahren (Pfropfenstromfermenter) und diskontinuierliche oder batchweise Verfahren (Garagenfermenter).
Für die kontinuierliche Verarbeitung von Substraten in der Trockenfermentation werden sogenannte Pfropfenstromfermenter verwendet. Dabei wird das Substrat mittels großer hydraulischer Kolbenpumpen als „Pfropfen“ durch den waagerecht liegenden Fermenter gefördert. Durch den hohen Trockensubstanzgehalt ist es möglich, den Fermenterinhalt durch ein Rührwerk nur lokal und nicht zwischen Beschickung und Ausgabe durchzumischen, es gilt also das Prinzip First In – First Out. Dadurch kann eine Mindestverweildauer des Substrats im Fermenter sichergestellt und so eine Hygienisierung des Substrats erreicht werden.
Beim Batchbetrieb mit regelmäßiger Entleerung und Neubefüllung wird mit stapelbarem Substrat gearbeitet, das vorher nicht angefeuchtet wird. Durch den gestaffelten Betrieb mehrerer Fermenter an einer Anlage kann jedoch eine recht gleichmäßige Gasproduktion erreicht werden, die eine hohe Auslastung der nachfolgenden Komponenten, wie beispielsweise eines Blockheizkraftwerkes, erlaubt. Entscheidend bei der Trockenfermentation ist die Animpfung des neubefüllten Fermenters mit anaeroben Mikroorganismen, um den Abbau unter Sauerstoffausschluss schnell zu starten. Die Animpfung erfolgt entweder durch Rückmischung von Gärresten der vorherigen Charge oder durch das Anfeuchten mit Perkolaten. Bei der Gärung austretende Flüssigkeit (Perkolat) wird aufgefangen und dem Gärgut (Gärsubstrat) von oben wieder zugeführt.
Die für den anaeroben Abbau erforderlichen Temperaturen werden durch eine Wand- und/oder Fußbodenheizung oder indirekt durch die Beheizung des Perkolates erzielt. Wie jede andere Biogasanlage können Trockenfermentationsanlagen sowohl mesophil (ca. 40 °C) als auch thermophil (ca. 55 °C) betrieben werden.
Die Faulzeit bei der Trockenvergärung beträgt, abhängig von den Prozessbedingungen und der Qualität und Beschaffenheit des Substrats, zwischen zwei und vier Wochen. Die Ausbeute beim Gasertrag kann der bei herkömmlicher Nassvergärung entsprechen und sie auch übertreffen, liegt aber häufig deutlich darunter.
Bei der Trockenfermentation von Bioabfall folgt nach der Biogaserzeugung zwingend eine Kompostierung der Gärreste, bevor diese als Kompost in den Nährstoffkreislauf zurückgeführt werden können.

## Vor- und Nachteile

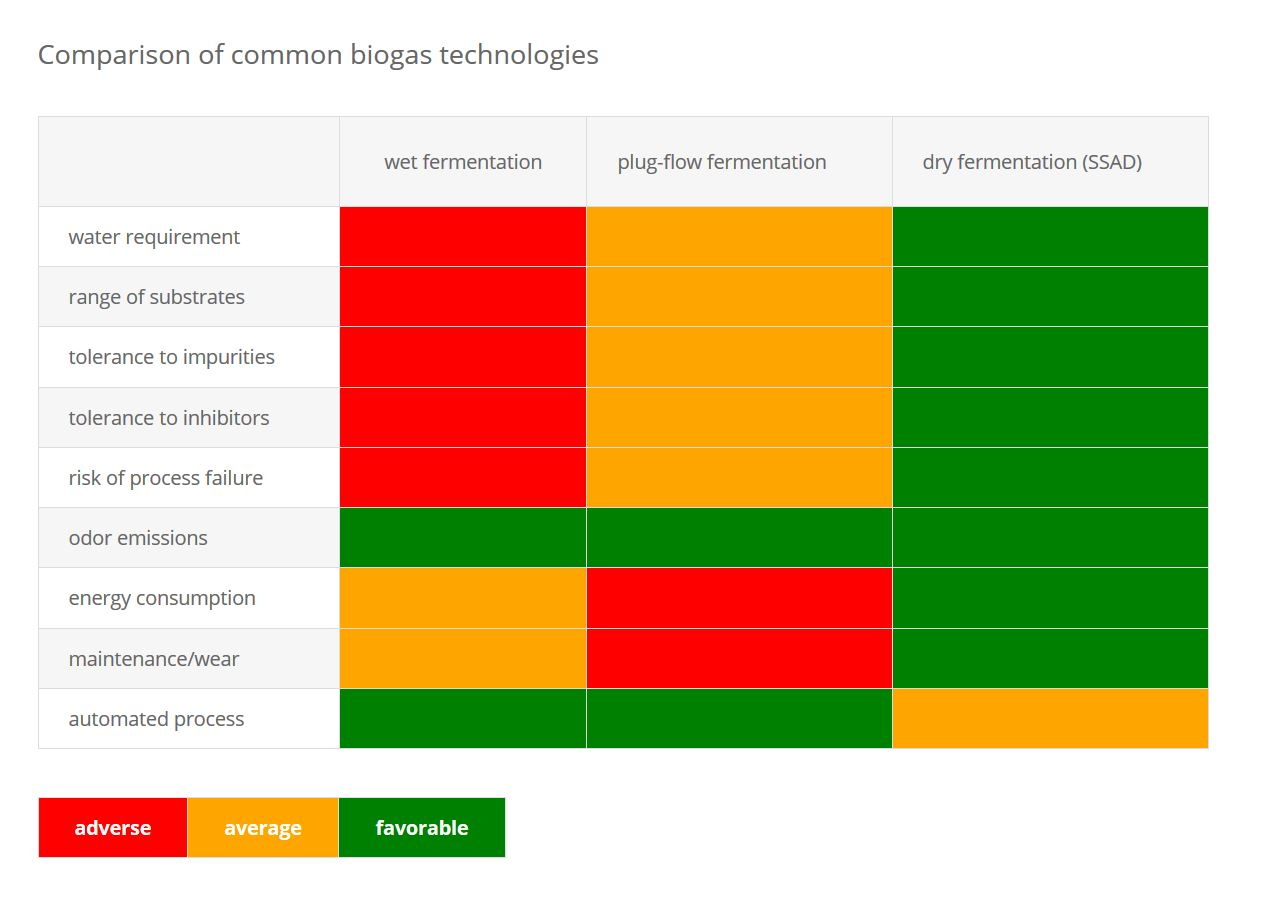
Tabelle Vor- und Nachteile der Trockenvergärung

Nach dem Stand der Technik und unter Berücksichtigung der Verweildauer des zu vergärenden Materials im entsprechenden Vergärungskonzept, Batch-Prozess oder Pfropfenströmer, sind die Gaserträge aus 100 % Einsatzmaterial gleich hoch. Beide Anlagentypen haben einen hohen Automatisierungsgrad, führen nachweislich den Hygienisierungsstandard und besitzen, je nach Massebilanzierung und Auslegung auf Grundlage der zu vergärenden Gesamtmasse, hohe Verarbeitungskapazitäten.
Durch den relativ hohen technischen Aufwand bei Pfropfenstromanlagen bleiben höhere Wartungs- und Instandhaltungsaufwände nicht aus. Der Trend im deutschsprachigen Raum geht leicht in die Richtung der kontinuierlichen Verfahren.
Im Vergleich zum Pfropfenstromfermenter und den meisten Nassfermentern ist die Betriebsart im Batchmodus wartungsärmer und weniger komplex. Anfällige Komponenten der Nassvergärung, wie Pumpen und Rührwerke, entfallen, sodass Wartungs- und Betriebskosten geringer sein können. Eine diskontinuierliche Trockenvergärung lässt sich bei Bedarf auch in mobilen Anlagen in Containergröße durchführen. Zudem weist das entstehende Biogas, bedingt durch die Zusammensetzung des verwendeten Substrats, einen geringeren Schwefelwasserstoffgehalt (H2S) auf.
Durch entsprechende Gasspeicher, die unter Voraussetzung eines Spitzenlastbetriebs in Abhängigkeit eines börslichen Strompreises nach Stand der Technik in allen Batch-Anlagen verbaut werden sollten, ist eine gleichbleibende Gasproduktion, auch in min. vier Fermenter, ohne Leistungsverluste möglich.
Für bestimmte Substrate, wie Bioabfall, Landschaftspflegematerial, Grassilage und anderes, hat sich die Trockenfermentation aufgrund der Störstoffunempfindlichkeit als gut geeignet erwiesen. Vor allem in Zukunft wird die Trockenfermentation durch die Abfallthematik vermehrt eingesetzt werden.

## Förderung durch das EEG
In der ab 2004 gültigen Erneuerbare-Energien-Gesetz-Novelle (EEG 2004) wurde für die Trockenfermentation ein Technologiebonus von 2 cent/kWh festgelegt. Das Anrecht auf den Bonus besteht 20 Jahre. Insbesondere landwirtschaftlichen Betrieben ohne Viehhaltung sollte so der Einstieg in die güllelose Biogaserzeugung ermöglicht werden. Zudem sollte die Trockenfermentation als Verfahren mit wenig Eigenenergiebedarf gefördert werden, um die Effizienz der Biogaserzeugung zu steigern.
Das EEG definiert seit 2004 Verfahren mit durchschnittlich 30 % Trockensubstanzanteil im Substrat als Trockenfermentation. Auch Anlagen mit Nassvergärung können diese Auflage erfüllen, da durch den Trockensubstanzabbau während der Vergärung der prozentuale Anteil des Wassers steigt und für ein zähflüssiges bis flüssiges Gärsubstrat sorgt. Beispielsweise durch Anmaischen des frischen Substrats mit Gärsubstrat oder Gärrest wird ein Einbringen in den Fermenter möglich. Weitere Anforderungen an eine Trockenfermentation gemäß EEG 2004 beziehen sich auf die Effizienz des Verfahrens. Da während des Abbauprozesses der Wassergehalt zunimmt, wird ein Verfahren nur bei einer Raumbelastung von mindestens 3,5 kg organischer Trockensubstanz pro Kubikmeter effektives Nutzvolumen und Tag als Trockenfermentation bezeichnet. Außerdem ist der Gehalt an freien flüchtigen Säuren (Essigsäureäquivalent) im Gärrest auf 2000 mg/l begrenzt.
Mit Inkrafttreten des EEG 2009 entfällt die Möglichkeit dieses Bonus für neu errichtete Anlagen. Grund ist, dass die Technik durch die inzwischen weite Verbreitung nicht mehr als neu gilt. Zudem wurde in Anlagen mit Trockenfermentation meist auf die Nutzung von vor Ort verfügbarer Gülle verzichtet, die ungenutzt jedoch hohe Methanemissionen verursacht.
Das EEG 2012 förderte die Biogaserzeugung aus Bioabfall mit 14 – 16 cent/kWh (§ 27a EEG 2012).
Das EEG 2014 sieht bei Biogasanlagen ab 100 KW eine sogenannte Direktvermarktung erneuerbarer Energien vor. Hierbei wird zukünftig nur noch die halbe installierte el. Leistung gefördert. Zu Spitzenlastzeiten, in denen die Verbraucher viel Strom abnehmen, morgens, mittags, abends, soll ein gezielter BHWK-Regelbetrieb zum Einsatz kommen. Zu dem auf Grundlage der Massenbilanzierung des zu vergärenden Einsatzmaterial berechneten Grundlast-BHKW wird zukünftig eine entsprechende BHKW-Mehrleistung verbaut werden müssen. Dieses BHKW wird immer dann zum Grundlastbetrieb dazugeschaltet, wenn die Anforderung an Spitzenlast besteht. Dies setzt auf fast allen Anlagen ein großes Volumen an Gasspeicher voraus. Nach Kenntnisstand des derzeitigen Strompreises und dessen demographischer Entwicklung, kann davon ausgegangen werden, dass Betreiber einer Biogasanlage nach geltendem Stromeinspeisegesetz zu Spitzenlastzeiten mit bis zu 2 Cent/kWh Mehrertrag rechnen können. Das zusätzliche BHKW zur Abdeckung dieser Spitzenlasten wird auf 20 Jahre mit 40 €/kW auf die Gesamtanlagenleistung gefördert.

## Anwendungsbeispiele
2003 baute der Abfallwirtschaftsbetrieb München eine Trockenfermentations-Pilotanlage. Diese Anlage wurde ausgebaut und startete im Dezember 2007 mit einer Kapazität von 25.000 t/a
Seit 2013 ist in der Stadt Augsburg eine Trockenfermentationsanlage in Betrieb. Es werden 55.000 t/a an getrennt gesammeltem Bioabfall von rund 1 Mio. Einwohnern aus den umliegenden Landkreisen und der Stadt Augsburg zu Biogas verarbeitet. Das produzierte Biogas wird in einem weiteren Schritt durch das sogenannte Membranverfahren zu Biomethan aufbereitet.
So entstehen aus Abfall etwa 5.400.000 m³/a Biogas dies entspricht 28.000.000 kWh/a an eingespeistem Biomethan im Erdgasnetz. Weiter entspricht die erzeugte Menge dem Jahresheizbedarf von 3.000 Haushalten, oder dem Jahresstrombedarf von 3.700 Haushalten, oder dem CNG Bedarf von 3.000 PKW (15.000 km/a). Derzeit wird die Anlage um einen dritten Fermenter auf eine Kapazität von ca. 80.000 t/a erweitert.

### Trockenvergärung in Sundern, Deutschland

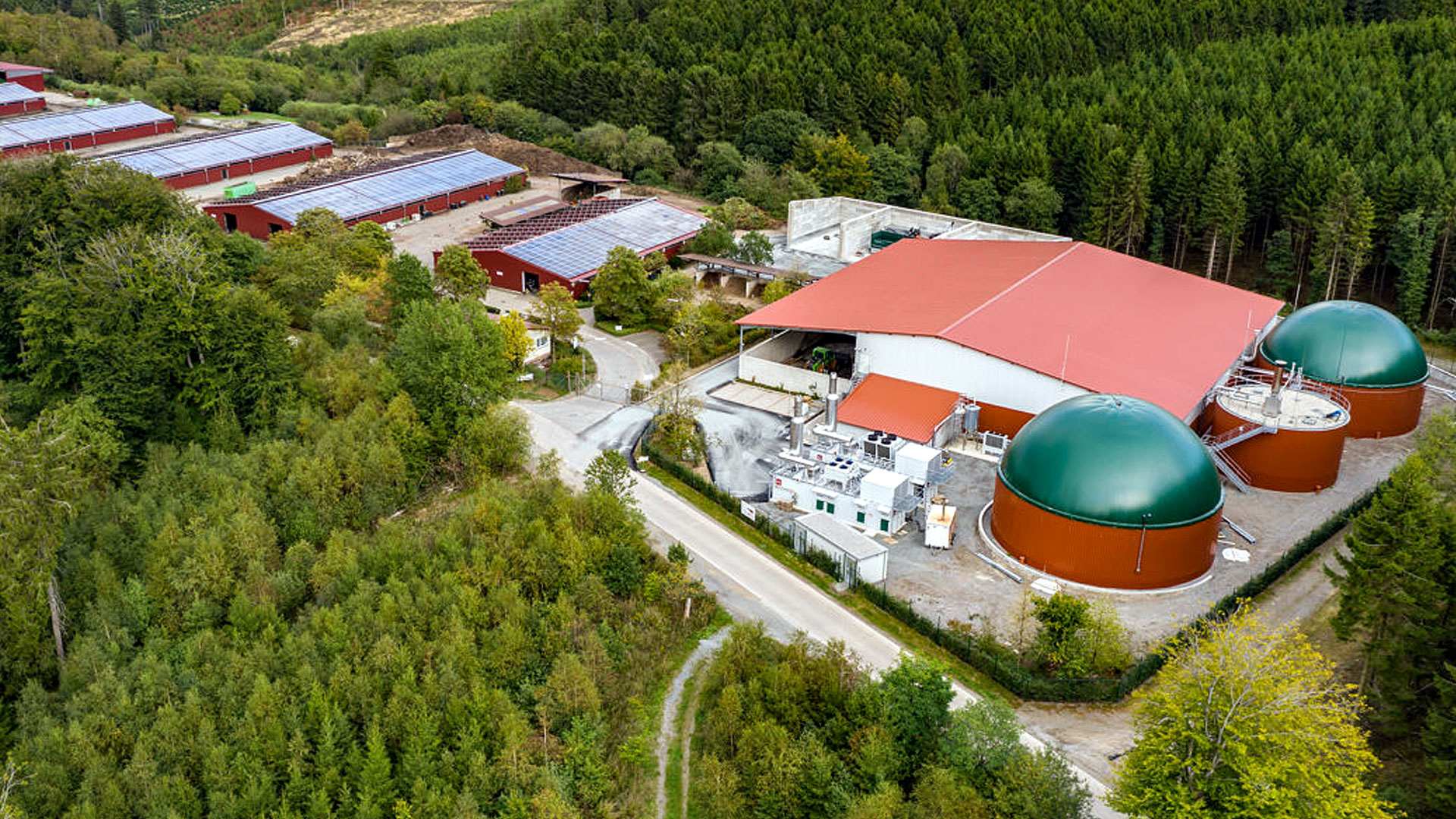
Biogasanlage mit Kompostierung (Kaskadennutzung)

Die Trockenvergärungsanlage in Sundern, auf der Hellefelder Höhe, verarbeitet jährlich etwa 22.000 Tonnen Bioabfall und Grüngut aus dem regionalen Umfeld. Das Biogas, das in der Anlage erzeugt wird, dient der flexiblen Stromproduktion in zwei Blockheizkraftwerken, die zusammen eine durchschnittliche elektrische Leistung von 580 kW erreichen. Damit können rund 1.250 Haushalte mit Strom versorgt werden. Die bei der Stromproduktion entstehende Wärme wird zur Aufrechterhaltung der Prozesstemperatur von 52 °C (thermophil) genutzt und zusätzlich zur Beheizung angrenzender Gebäude eingesetzt.
Nach der Vergärung wird das verbleibende Gärgut in einer integrierten Kompostieranlage weiterverarbeitet, wodurch hochwertiger Kompost für landwirtschaftliche und gärtnerische Anwendungen entsteht. Die Anlage setzt damit konsequent das Prinzip der Kreislaufwirtschaft um, indem sie organische Abfälle vollständig energetisch und stofflich verwertet. Die CO₂-Einsparungen der Anlage belaufen sich auf 3.280 Tonnen pro Jahr, was zusätzlich zur Umweltentlastung beiträgt.

### Trockenvergärung in Tägerwilen, Schweiz
Die Trockenvergärungsanlage in Tägerwilen (Kanton Thurgau) ist die erste ihrer Art im Thurgau. Sie verarbeitet jährlich bis zu 14.000 Tonnen Biomasse, die zu 80 % aus Grüngut (z. B. Garten- und Rüstabfällen) und zu 20 % aus Hofdüngern sowie strohhaltigen Abfällen besteht. Das produzierte Biogas wird in Biomethan umgewandelt und in das Erdgasnetz der Technischen Betriebe Kreuzlingen eingespeist. Dabei beträgt die tägliche Biomethanproduktion im Durchschnitt 940 Kilogramm, was ausreicht, um etwa 410 Haushalte mit Gas zu versorgen.
Die Anlage ist direkt neben einer bestehenden Kompostieranlage angesiedelt, wodurch das angelieferte Grüngut nach der energetischen Nutzung zusätzlich stofflich verwertet wird. Neben der Herstellung von Biogas wird humusbildender Kompost für Hobby- und Landschaftsgärtner produziert. Die kurzen Transportwege, da das Grüngut hauptsächlich aus Kreuzlingen, Tägerwilen, Bottighofen und der näheren Umgebung stammt, tragen zur ökologischen Effizienz der Anlage bei. Mit der jährlichen Einsparung von 1.740 Tonnen CO₂ leistet die Anlage einen Beitrag zur Reduktion von Treibhausgasemissionen und zur nachhaltigen Energieproduktion im Thurgau.
Weitere Anlagen sind in Deutschland in Planung, angetrieben vor allem durch das neu geregelte EEG 2014 und das Kreislaufwirtschaftsgesetz, welche die getrennte Sammlung von Bioabfall in Kombination mit einer energetischen Verwertung vorsehen.